# Kaasiku (Martna)
Kaasiku – wieś w Estonii, w prowincji Lääne, w gminie Martna.